# Samuel Constantinus Snellen van Vollenhoven
Samuel Constantinus Snellen van Vollenhoven (Rotterdam, 18 oktober 1816 - Den Haag, 22 maart 1880) was een Nederlandse jurist en entomoloog. Van Vollenhoven, telg uit het geslacht Van Vollenhoven, moet niet verward worden met Pieter Snellen, een andere entomoloog uit Rotterdam.
Van Vollenhoven studeerde aan de Leidse Hogeschool en studeerde op 23 september 1839 af en vestigde zich als advocaat in Den Haag. Al snel wijdde hij zich volledig aan de beoefening van de natuurwetenschap en legde zich met name toe op de entomologie. In eerste instantie bestudeerde hij voornamelijk kevers  (Coleoptera) en uiteindelijk beschreef hij 9 geslachten en 471 soorten insecten voor het eerst. 
Samen met Frederik Maurits van der Wulp stelde hij de eerste checklist van de in Nederland voorkomende vliegen en muggen (Diptera) samen. In 1845 werd de Nederlandse Entomologische Vereniging opgericht en vanaf 1852 tot aan zijn dood was Snellen van Vollenhoven hiervan de voorzitter. Hij was grondlegger van het Tijdschrift voor Entomologie en in 1854 werd hij conservator aan het Rijksmuseum van Natuurlijke Historie in Leiden tot hij in 1873 wegens gezondheidsredenen moest stoppen met zijn werk.  

## Naar Snellen van Vollenhoven genoemde dieren
Als eerbetoon is een aantal diersoorten vernoemd naar Van Vollenhoven, bijvoorbeeld: 
- Catascopus vollenhoveni, een keversoort uit de familie van de loopkevers (Carabidae).
- Macrobrachium vollenhoveni, een garnalensoort uit de familie van de steurgarnalen (Palaemonidae).
- Rogas vollenhoveni, een insect uit de familie van de schildwespen (Braconidae)
- Alaus vollenhoveni, een keversoort uit de familie van de kniptorren (Elateridae).
- Odontolabis vollenhovii, een keversoort uit de familie vliegende herten (Lucanidae).
- Aleiodes vollenhoveni, een vliesvleugelig insect uit de familie van de schildwespen (Braconidae).

## Werken
Met Frederik Maurits van der Wulp:
- Wulp, F.M. van der, & S.C. Snellen van Vollenhoven, 1852. Naamlijst van inlandsche Diptera. I. In: Bouwstoffen voor eene fauna van Nederland Deel 1 (J.A. Herklots, ed.): 138-153. E.J. Brill, Leiden.
- Wulp, F.M. van der & S.C. Snellen van Vollenhoven, 1853. Naamlijst van inlandsche Diptera. II. In: Bouwstoffen voor eene fauna van Nederland Deel 1. (J.A. Herklots (ed.): 188-206, E.J. Brill, Leiden.
- Wulp, F.M. van der & S.C. Snellen van Vollenhoven, 1856. Naamlijst van inlandsche Diptera. III. In: Bouwstoffen voor eene fauna van Nederland. Deel 2. (J.A. Herklots, ed.): 89-117. E.J. Brill, Leiden.
- Zoologische Mededelingen 61, pag. 61–78 An annotated catalogue of Primary types of Symphyta (Hymenoptera) in the Netherlands

- Biografisch Portaal: 10556967
- Digitale Bibliotheek voor de Nederlandse Letteren: snel010
- Stuttgart Database of Scientific Illustrators 1450–1950: 11738
- Gemeinsame Normdatei: 118043927
- International Standard Name Identifier: 0000 0000 1402 7977
- Library of Congress Control Number: no2019036942
- Nederlandse Thesaurus van Auteursnamen: 070095507
- RKD-Nederlands Instituut voor Kunstgeschiedenis: 73658
- Istituto Centrale per il Catalogo Unico: RMSV038302
- LIBRIS: 347603
- Système universitaire de documentation: 142983365
- Virtual International Authority File: 45089849